# Гриппа, Вадим Валерьевич
Вади́м Вале́рьевич Гри́ппа (укр. Вадим Валерійович Гриппа; род. 9 января 1993, Згуровка, Киевская область) — украинский футболист, полузащитник

## Биография
Футболом Вадим начинал заниматься в родном городке Згуровка Киевской области, в местной ДЮСШ, куда попал в 8 летнем возрасте. Первый тренер — Григорий Андреевич Тимченко.
В 11 лет, на одном из турниров на приз «Кожаный мяч», проходившем в городе Славутич, юного футболиста приметили селекционеры киевского «Динамо» и пригласили в динамовскую спортшколу, где он начал заниматься у тренера Валерия Кинашенко. Позже перешёл в академию киевского клуба, продолжив занятия у Александра Петровича Лысенко. Выступал за различные юношеские команды своего клуба, где играл не позициях форварда, крайнего и центрального полузащитника. В 2009 году стал победителем детско-юношеской футбольной лиги Украины (ДЮФЛ), среди игроков до 17 лет.
С августа 2009 года Гриппа переходит в «Динамо-2», выступавшем в первенстве Украины среди команд Первой лиги. За вторую динамовскую команду провёл 50 поединков. С назначением на должность главного тренера «Динамо-2» Андрея Гусина потерял место в составе команды и в конце 2011 года, после окончания строка контракта, покинул динамовский коллектив.
В начале 2012 года перешёл в рижскую «Даугаву», с которой подписал контракт до ноября 2012 года. Дебютировал за новый клуб 18 апреля 2012 года в матче «Вентспилс» — «Даугава» (Рига). Всего в чемпионате Латвии провёл 29 поединка и забил 6 мячей. В рижском клубе действовал на позиции флангового и центрального полузащитника, в некоторых матчах тренеры использовали Вадима в качестве форварда. После завершения чемпионата, сыграв в двух матчах против ДФЦ «Даугавы» из Даугавпилса, за право остаться в высшем дивизионе, в связи с истечением срока действия контракта, покинул рижский клуб.
В январе 2013 года проходил учебно-тренировочные сборы с командой «Шахтёр» (Караганда), который проводился на футбольных полях Турции. Но по окончании сборов, оставил казахский коллектив и продолжил подготовку к сезону в клубе Премьер-лиги Украины, «Арсенал» (Киев). Но трудоустроится в киевском клубе не получилось, после чего футболист возвратился в свой прежний клуб, рижскую «Даугаву», где продолжил выступления в чемпионате Латвии.
В составе рижской «Даугавы» является игроком основного состава. Вадим Гриппа стремится к решению высоких задач поставленных руководством клуба перед командой.
В августе 2014 года перешёл в клуб «Арсенал-Киевщина».